# Colonna dell'Immacolata (Wernstein am Inn)
La colonna dell'Immacolata (Mariensäule, lett.: Colonna di Maria) a Wernstein am Inn è una statua della Madonna posta su una colonna. Essa fu voluta dall'imperatore del Sacro Romano Impero Ferdinando III in ringraziamento per il salvataggio della città di Vienna dall'assalto dell'esercito svedese nel 1645, verso la fine della guerra dei trent'anni, e fu realizzata nel 1646 dallo scultore e architetto Johann Jacob Pock, su progetto del fratello Tobias Pock. Essa fu posta originariamente, nel 1647, a Vienna sulla piazza Am Hof, però, nel 1667, fu trasferita, per disposizione dell'imperatore Leopoldo I e del conte Georg Ludwig von Sinzendorf, a Wernstein am Inn, ove ora si trova sulla riva dell'Inn, sotto il castello di Wernstein. A Vienna ne fu realizzata una copia in bronzo.

## Descrizione

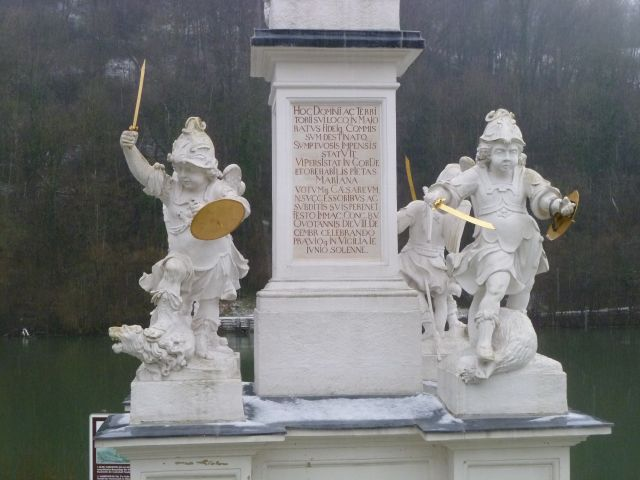
Putti – Dettaglio

Il tipo di statua mariana, o scultura della mulier amicta sole, cioè della "donna vestita di sole" (Apocalisse di Giovanni, 12,1) si trasforma nella venerazione della immaculata conceptio (Immacolata Concezione), che schiaccia il capo al serpente degli infedeli e delle eresie. Sebbene abbia avuto espressamente come modello la colonna della Madonna di Monaco di Baviera, ove si trova a sua volta sulla colonna il tipo di rappresentazione della basilica della Santa Casa di Loreto, fu scelto per Vienna il tipo di rappresentazione dell'Immaculata Conceptio.
La statua mariana di Johann Jacob Pocks, si mostra commossa, possiede tratti del volto regolari, con uno sguardo diretto in lontananza. Il piede destro è leggermente sollevato, la rotula del ginocchio segnata dalla stoffa dell'abito. La marcatura delle linee del mantello, mosso dal vento, dà un forte impulso alla leggera postura verso destra.
Nelle ricerche storiche si parla sempre di una "colonna mariana in marmo". In effetti anche Ferdinando III aveva elogiato la erezione di una colonna in "marmo". Ciò fu spesso tramandato dagli storici acriticamente, ma in effetti vennero impiegati materiali da costruzione quali l'arenaria e il granito.

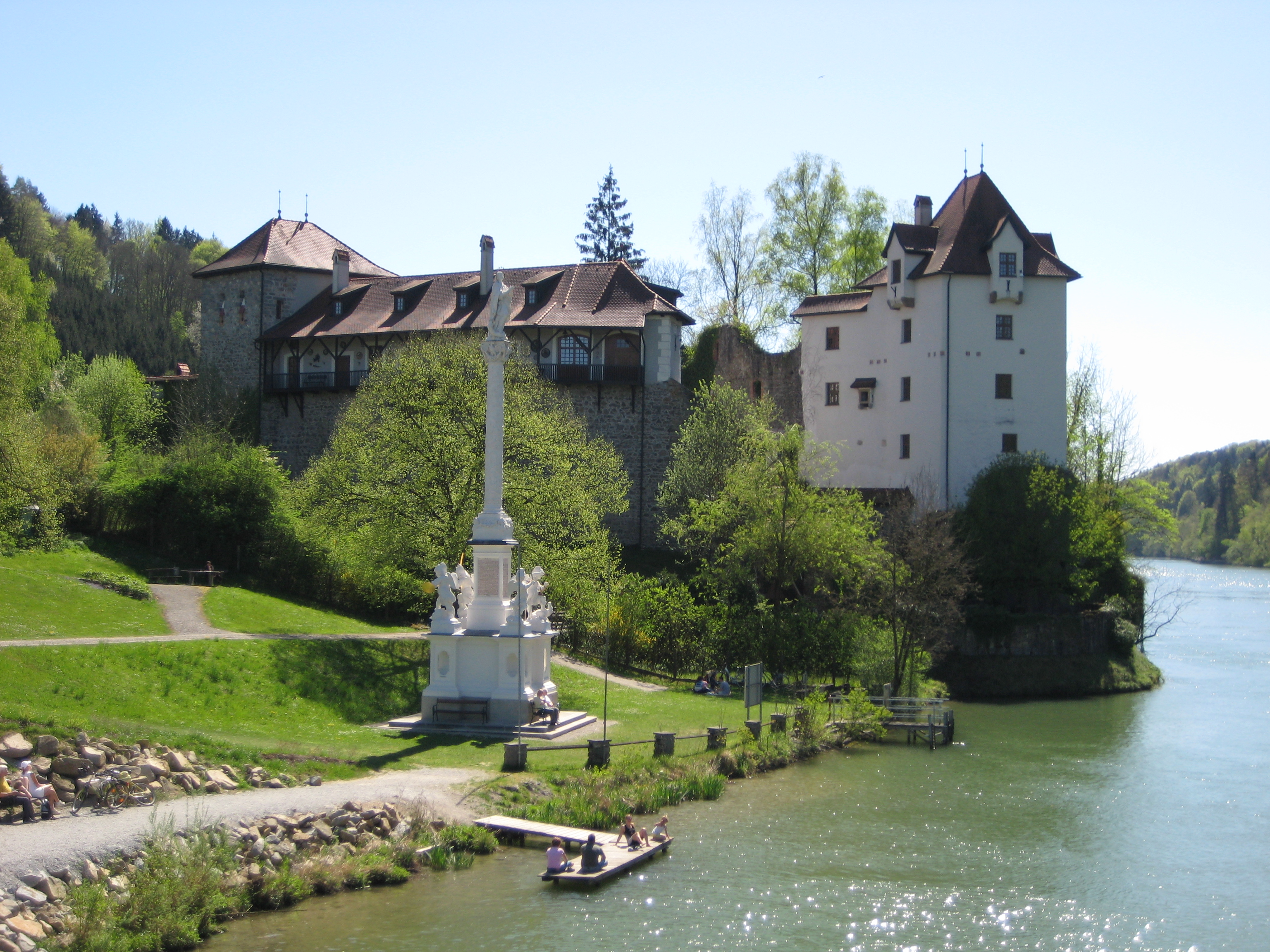
La colonna mariana, di fronte al castello di Wernstein

La colonna è alta 17 metri e si trova sulla riva del fiume Inn davanti al duecentesco castello di Wernstein; essa poggia su un piedistallo parallelepipedo, attorno al quale sono scolpiti quattro putti bellicosi, alti circa 2 metri ciascuno. In mezzo ai putti il parallelepipedo ha quattro facce laterali sulle quali compaiono altrettante iscrizioni. 
Sul piedistallo poggia quindi la colonna, alta circa 6 m, inizialmente costituita da un altro, basso parallelepipedo, i cui lati sono ornati da semi-corone di alloro, quindi si trova la colonna vera e propria a forma pressoché cilindrica che termina con un capitello, sul quale poggia direttamente la statua dell'Immacolata.

## Storia

### Situazione bellica
Il 6 marzo 1645 l'esercito imperiale fu annientato nella battaglia di Jankov (circa 60 km a sud-est di Praga) ad opera dell'esercito svedese al comando di Lennart Torstensson. La pesante sconfitta degli imperiali lasciò Vienna priva di difese, alla mercé degli svedesi. Mentre questi marciavano sulla capitale imperiale, l'imperatore Ferdinando III, il 29 marzo 1645 nel corso di una processione di preghiera, fece voto di erigere una colonna alla Madonna in una pubblica piazza, se la Madre di Dio avesse fermato il nemico svedese prima di Vienna. In effetti l'esercito svedese si ritirò nell'ottobre 1645 e quindi i gesuiti ebbero l'incarico di realizzare la colonna, la cui costruzione sarebbe stata finanziata per intero dall'amministrazione della Corte imperiale.
L'attuazione operativa fu affidata ai fratelli Tobias Pock e Johann Jacob Pock, al primo dei quali si deve il progetto, sul modello della colonna della Madonna di Monaco di Baviera, mentre il secondo ebbe la responsabilità della costruzione vera e propria.
Nella primavera del 1647 Johann Jacob Pock la portò a termine e il 18 maggio di quell'anno essa fu solennemente consacrata alla presenza dell'imperatore Ferdinando III e della sua famiglia, del vescovo Camillo Melzi, nunzio apostolico a Vienna, dell'intera nobiltà e delle massime autorità religiose viennesi.

### Trasferimento nell'Alta Austria

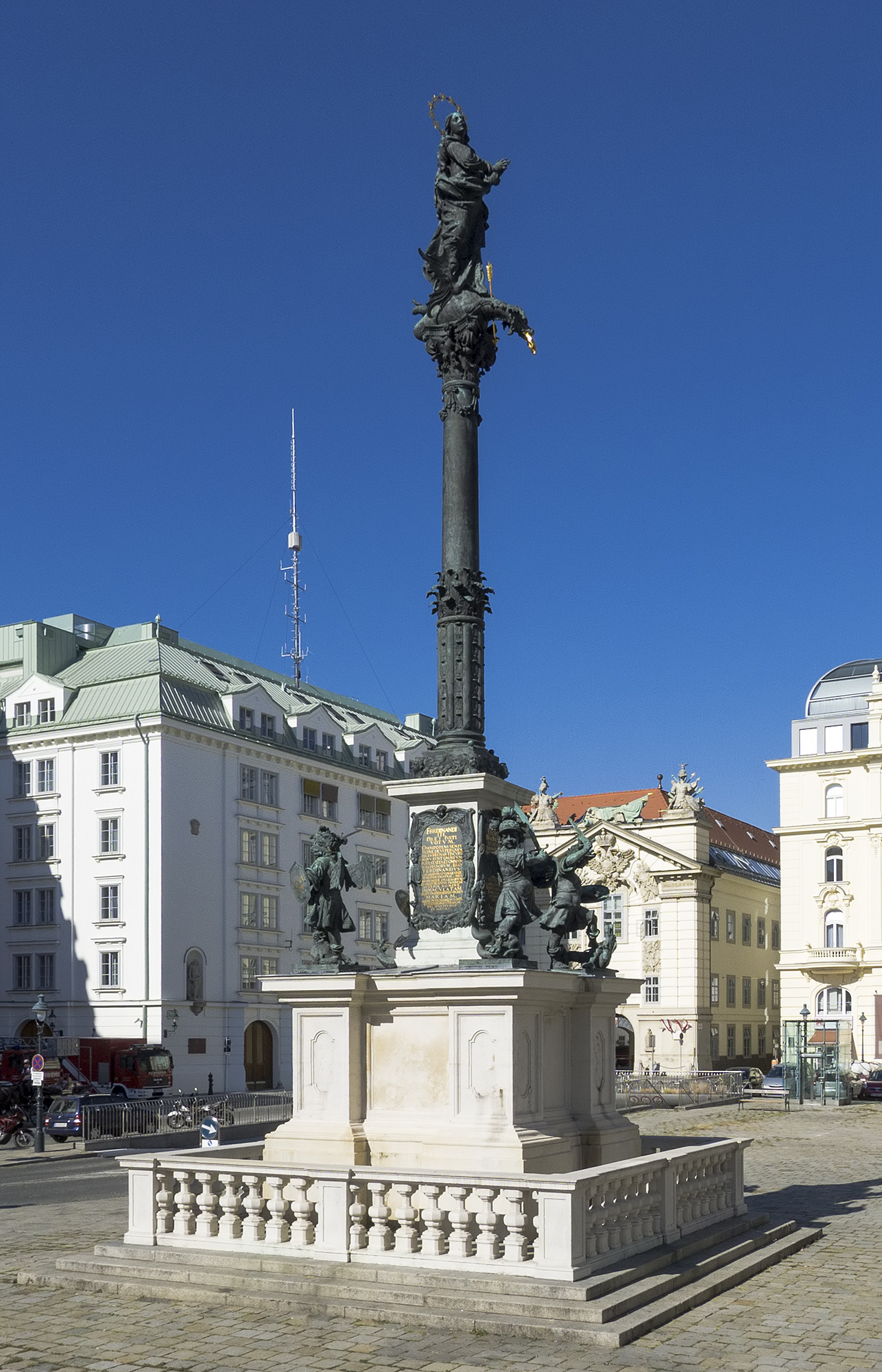
Copia in bronzo della Mariensäule, opera di Balthasar Herold, sulla piazza Am Hof di Vienna.

Dieci anni dopo la consacrazione della colonna, nel 1657, Ferdinando III morì; la colonna rimase ancora dieci anni sulla piazza  Am Hof, finché il successore di Ferdinando, il figlio Leopoldo I ne fece dono al conte Georg Ludwig von Sinzendorf. Quest'ultimo la fece trasportare per via fluviale attraverso il Danubio e l'Inn a Wernstein am Inn, ove fu piazzata sulla sponda dell'Inn. Successivamente il conte fece aggiungere alla colonna le inscrizioni che citano anche il percorso compiuto dalla colonna fino a Wernstein, che per lui «sumptuosis impensis statuit» ed era legata a «elevati costi». L'imperatore Leopoldo I nel frattempo ne fece installare una copia in bronzo, opera di Balthasar Herold, che pose sulla piazza  Am Hof di Vienna, dov'è tuttora.

### Storia successiva della proprietà
Georg Ludwig von Sinzendorf, che era anche presidente dell'Amministrazione della Corte imperiale (Hofkammer), cadde successivamente in disgrazia per appropriazione indebita di grosse somme e perdette tutte le sue cariche. La contea di Neuburg, dove ormai si trovava la colonna mariana, finì in successivi eventi, nella proprietà dell'Amministrazione della Corte imperiale. Nel 1698 il conte scozzese Jakob von Hamilton acquistò la contea e vendette la colonna nel 1719 ai conti di Lamberg, che a loro volta la cedettero alla diocesi di Passavia. Dopo la secolarizzazione dei beni ecclesiastici, la colonna passò di proprietà allo stato imperiale austriaco. Poiché a Wernstein non vi era alcun nobile rappresentante statale, cui potesse essere trasferito il bene, il comune di Wernstein mostrò un tale interesse tradizionale e religioso alla colonna, che il governo austriaco ne trasferì la proprietà l'8 ottobre 1841 al comune di Wernstein.
Negli anni 1989/90 la colonna subì un completo restauro, che è stato dettagliatamente documentato, ad opera del restauratore Franz Gyolcs e dello scultore Klaus Wedenig.